# Бухарестський договір (1916)
Бухарестський договір 1916 року — договір, укладений між Румунським королівством та державами Антанти 4 (17) серпня 1916 року у Бухаресті. Договір передбачав умови, за яких Румунія погоджувалася вступити у війну на боці Антанти, особливо територіальні здобутки в Австро-Угорщині в разі перемоги. Підписанти зобов'язалися зберігати в таємниці зміст договору до укладення загального миру.
Договір складався з двох частин: політичної (сім статей) і військової конвенцій (сімнадцять статей). Румунський уряд мав зобов'язання оголосити війну Австро-Угорщини, відповідно до положень військової конвенції; згідно з політичного договору — не пізніше 28 серпня за новим стилем. У свою чергу Румунське королівство за свої союзницькі зобов'язання повинно було отримати такі території:
- Трансильванія, Кришана і Марамуреш, території, керовані Угорщиною, але з етнічною румунською більшістю та угорським і німецьким меншинами, із західним кордоном, який доходить до річки Тиса.
- Банат, який перебував під управлінням Угорщини зі змішаним румунським (37,42 %), німецьким (24,50 %), сербським (17,97 %) і угорським (15,31 %) населенням.
- Велику частину Буковини (весь регіон, крім частини на північ від річки Прут), територія, керована Австрією, з румунською більшістю населення.